# Skrzydlów
Skrzydlów – wieś w Polsce położona w województwie śląskim, w powiecie częstochowskim, w gminie Kłomnice.
W latach 1975–1998 miejscowość administracyjnie należała do województwa częstochowskiego.
W miejscowości działało Państwowe Gospodarstwo Rolne – Stadnina Koni Skrzydlów. W 1994 w wyniku przekształcenia pn. Stadnina Koni Skarbu Państwa Skrzydlów. W 1999 Rząd zdecydował o likwidacji stadniny. Całe stado trafiło wówczas do tworzonej z prywatnej inicjatywy Stadniny Koni Malutkie.

## Zabytki
Zespół dworski w Skrzydlowie powstał w XIX w., w jego skład wchodzą:
- dwór (murowany, poł. XIX w.)
- rządcówka (drewniana, pocz. XX w.)
- kaplica (murowana, 1820–1830), wpisana do rejestru zabytków (nr rej. A/925/2021[6])
- spichlerz (murowany, pocz. XX w.)
- park (poł. XIX w.) projektu Waleriana Kronenberga

Właścicielem majątku w 1895 r. była Zofia Siemieńska, która sprzedała swoje dobra znanemu śpiewakowi operowemu Janowi Reszke. Ostatnim właścicielem zespołu dworskiego był A. Danilczuk. Dwór jest murowany. Lewe skrzydło jest parterowe, prawe piętrowe. W środkowej części znajduje się ganek z czterema toskańskimi kolumnami. Park natomiast leży na zboczu wzgórza obniżającego się w stronę rzeki Warty.
W tymże majątku, w 1882 urodzili się Józef Jan Siemieński, a w 1885 jego siostra Leona Zawadzka.

Z 20 na 21 lipca 2007 przez wieś przeszła trąba powietrzna niszcząc kilkadziesiąt zabudowań gospodarskich.